# Bancourt
Cet article possède des paronymes, voir Boncourt et Bacourt.
Bancourt est une commune française située dans le département du Pas-de-Calais en région Hauts-de-France. Ses habitants sont appelés les Bancourtois. La commune est membre de la communauté de communes du Sud-Artois.

## Géographie

### Localisation
Localisée dans le sud-est du département du Pas-de-Calais, Bancourt est une commune limitrophe de la commune de Bapaume et située, à vol d'oiseau et à 23 km au sud de la commune d’Arras (chef-lieu d'arrondissement et préfecture du Pas-de-Calais).
Le territoire de la commune est limitrophe de ceux de sept communes.
Les communes limitrophes sont Beugnâtre, Riencourt-lès-Bapaume, Villers-au-Flos, Bapaume, Favreuil, Frémicourt et Haplincourt.

### Géologie et relief
La superficie de la commune est de 4,54 km2 ; son altitude varie de 104  à   132 mètres.

### Hydrographie
Le territoire de la commune est situé dans le bassin Artois-Picardie. Elle n'est drainée par aucun cours d'eau,.

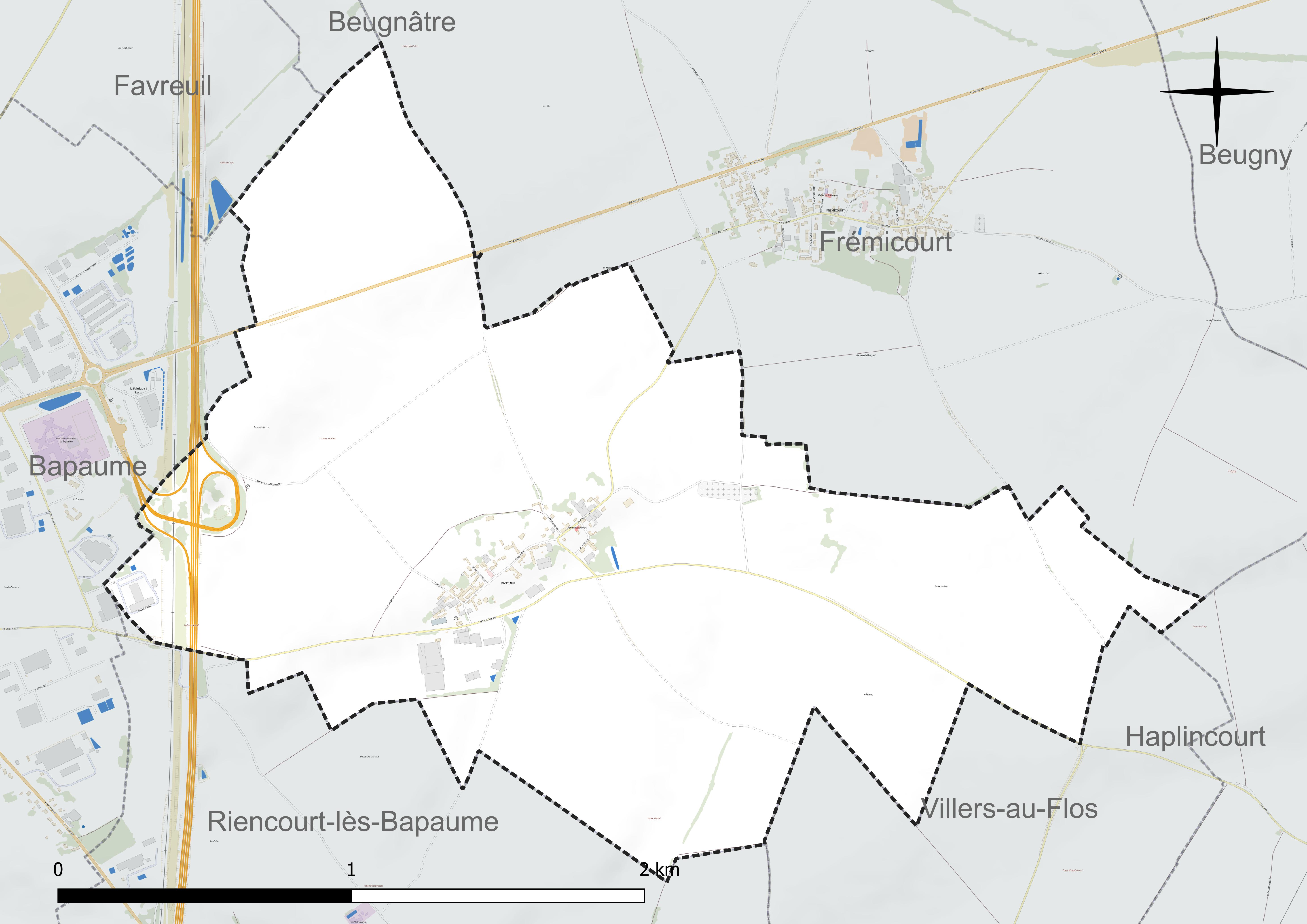
Réseau hydrographique de Bancourt.

### Climat
Pour des articles plus généraux, voir Climat des Hauts-de-France et Climat du Pas-de-Calais.
En 2010, le climat de la commune est de type climat océanique dégradé des plaines du Centre et du Nord, selon une étude du CNRS s'appuyant sur une série de données couvrant la période 1971-2000. En 2020, Météo-France publie une typologie des climats de la France métropolitaine dans laquelle la commune est exposée à un climat océanique et est dans la région climatique Nord-est du bassin Parisien, caractérisée par un ensoleillement médiocre, une pluviométrie moyenne régulièrement répartie au cours de l'année et un hiver froid (3 °C).
Pour la période 1971-2000, la température annuelle moyenne est de 10,1 °C, avec une amplitude thermique annuelle de 14,5 °C. Le cumul annuel moyen de précipitations est de 752 mm, avec 11,6 jours de précipitations en janvier et 9,1 jours en juillet. Pour la période 1991-2020, la température moyenne annuelle observée sur la station météorologique la plus proche, située sur la commune de Wancourt à 16 km à vol d'oiseau, est de 10,8 °C et le cumul annuel moyen de précipitations est de 711,4 mm,. Pour l'avenir, les paramètres climatiques de la commune estimés pour 2050 selon différents scénarios d'émission de gaz à effet de serre sont consultables sur un site dédié publié par Météo-France en novembre 2022.

### Paysages
Pour un article plus général, voir Paysage en France.
La commune s'inscrit dans les « paysages des grandes plaines arrageoises et cambrésiennes » tels qu'ils sont définis dans l'atlas de paysages de la région Nord-Pas-de-Calais, conçu par la direction régionale de l'Environnement, de l'Aménagement et du Logement (DREAL),.
Ces « paysages des grandes plaines arrageoises et cambrésiennes », qui concernent 238 communes, sont constitués de 80,36 % de cultures, de 8,01 % d'espaces artificialisés avec les communes principales de Cambrai, Caudry, Bapaume et Avesnes-le-Comte, de 7,25 % de prairies naturelles, permanentes, de 3,19 % de forêts et de milieux semi-naturels, 0,77 % de friches industrielles, de 0,38 % de cours d'eau et plan d'eau et de 0,04 % d’espaces industriels. Ces paysages sont dominés par les « grandes cultures » de céréales et de betteraves industrielles qui représentent 70 % de la surface agricole utilisée (SAU).

## Urbanisme

### Typologie
Au 1er janvier 2024, Bancourt est catégorisée commune rurale à habitat très dispersé, selon la nouvelle grille communale de densité à sept niveaux définie par l'Insee en 2022.
Elle est située hors unité urbaine. Par ailleurs la commune fait partie de l'aire d'attraction de Bapaume, dont elle est une commune de la couronne,. Cette aire, qui regroupe 21 communes, est catégorisée dans les aires de moins de 50 000 habitants,.

### Occupation des sols
L'occupation des sols de la commune, telle qu'elle ressort de la base de données européenne d'occupation biophysique des sols Corine Land Cover (CLC), est marquée par l'importance des territoires agricoles (96 % en 2018), en diminution par rapport à 1990 (99,9 %). La répartition détaillée en 2018 est la suivante : 
terres arables (86,7 %), zones agricoles hétérogènes (9,3 %), zones industrielles ou commerciales et réseaux de communication (4 %). L'évolution de l'occupation des sols de la commune et de ses infrastructures peut être observée sur les différentes représentations cartographiques du territoire : la carte de Cassini (XVIIIe siècle), la carte d'état-major (1820-1866) et les cartes ou photos aériennes de l'IGN pour la période actuelle (1950 à aujourd'hui).

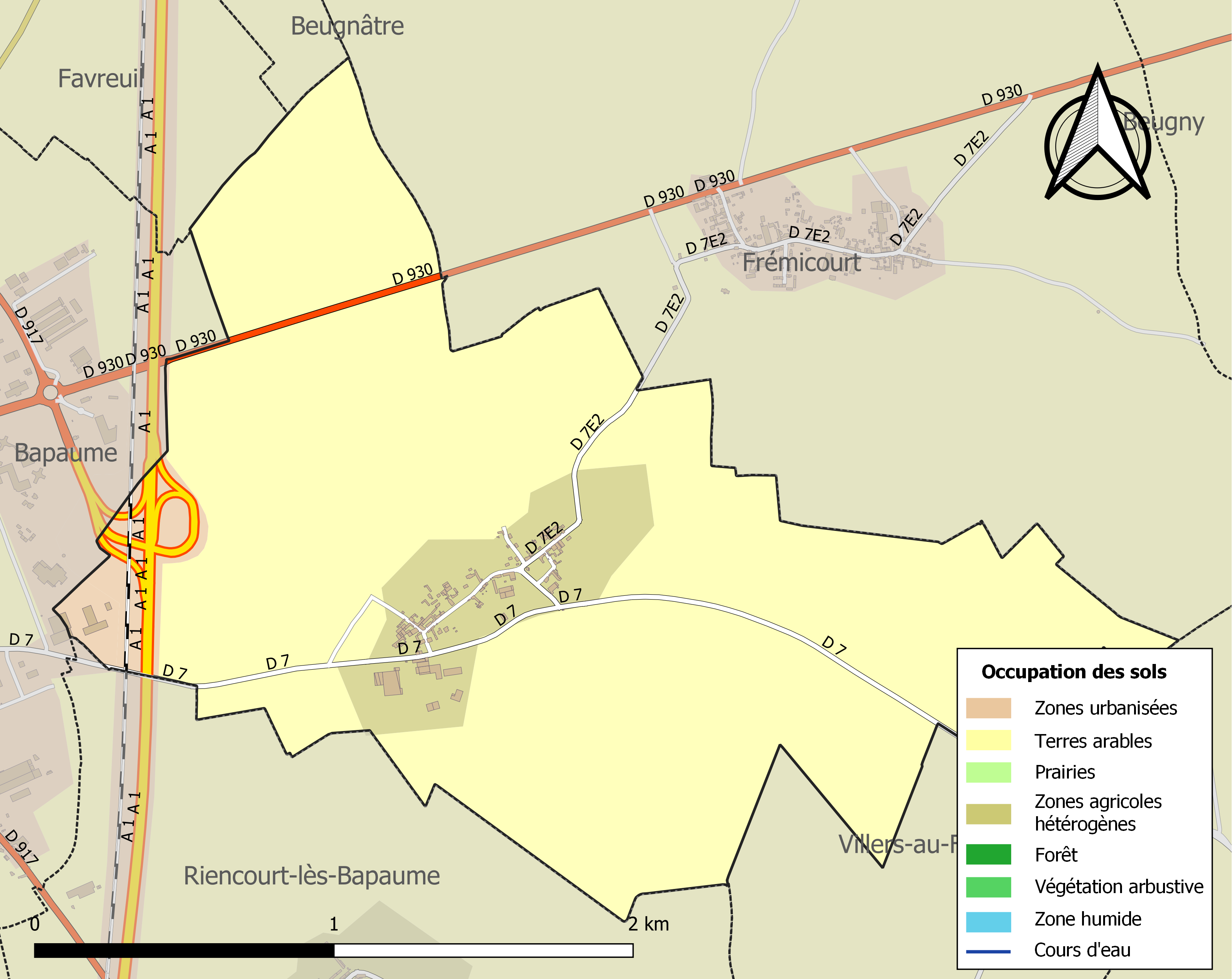
Carte des infrastructures et de l'occupation des sols de la commune en 2018 (CLC).

### Voies de communication et transports

#### Voies de communication
La commune est desservie par la route départementale D 7 et dispose, sur son territoire, de la sortie no 14 de l'autoroute A1 reliant Paris à Lille.

#### Transport ferroviaire
La commune se trouve, à 32 km de la gare TGV Haute-Picardie, implantée sur la LGV Nord, à mi-distance entre Amiens et Saint-Quentin. Elle est desservie par des TGV reliant l'agglomération lilloise et Bruxelles aux grandes métropoles régionales françaises, via les gares TGV de la périphérie de Paris (dont celle de l'aéroport Charles-de-Gaulle), et à 11 km de la gare d'Achiet, située sur la ligne de Paris-Nord à Lille, qui est une halte voyageurs de la Société nationale des chemins de fer français (SNCF), desservie par des trains TER Hauts-de-France.

## Toponymie
Le nom de la localité est attesté sous les formes Baincort (1115), Baiencurt (1123), Baioncurt (1135).
D'un nom de personne germanique  Bajo(n) + cortem.

## Histoire
D'après Harbaville[réf. nécessaire], le village de Bancourt remonterait au Xe siècle.
On trouve, au XIIIe siècle, une dynastie féodale portant le nom de Bancourt dont les armes étaient d'or à la devise de gueules accompagnée de trois lions issants du même couronnés d'azur. Claeres de Bancourt fut bailli de Saint-Omer, en 1282. L'abbaye Saint-Vaast possédait, en 1245, une rente dans le village. En 1250, Agnès de Barly, fille de Josse et de Huette de Vermelles, épouse Hugues de Mancicourt, seigneur de Bancourt.
Au XVIIIe siècle, le propriétaire de la seigneurie était le comte d'Oisy.

### Guerre franco-allemande de 1870
Bancourt, lors de la guerre franco-allemande de 1870, a été le théâtre d‘engagements militaires en janvier 1871[réf. nécessaire].

### Première Guerre mondiale
En mars 1917, durant la Première Guerre mondiale, le village est occupé par les troupes britanniques pour être perdu lors de l'offensive allemande du printemps de 1918 (Opération Michael).
Il est repris par la New Zealand division (en particulier le 2e bataillon d'Auckland) le 30 août 1918.
Le village est considéré comme détruit à la fin de la guerre et a  été décoré de la croix de guerre 1914-1918, le 23 septembre 1920, distinction également attribuée à 276 autres communes du Pas-de-Calais,.

## Politique et administration

### Découpage territorial
La commune se trouve dans l'arrondissement d'Arras du département du Pas-de-Calais.

#### Commune et intercommunalités
La commune faisait partie de la communauté de communes de la région de Bapaume, créée fin 1992. Dans le cadre de la Réforme des collectivités territoriales françaises, celle-ci fusionne avec sa voisine, formant le 1er janvier 2013 la communauté de communes du Sud-Artois, dont la commune est désormais membre. Cette communauté de communes du Sud-Artois regroupe 64 communes et totalise 27 059 habitants en 2021.

#### Circonscriptions administratives
La commune fait partie depuis 1801 du canton de Bapaume. Dans le cadre du redécoupage cantonal de 2014 en France, ce canton, dont la commune est toujours membre, est modifié, passant de 22 à 75 communes.

#### Circonscriptions électorales
Pour l'élection des députés, la commune fait partie depuis 1986 de la première circonscription du Pas-de-Calais.

### Élections municipales et communautaires

#### Liste des maires
| Période                                  | Période                       | Identité          | Étiquette | Qualité                                              |
| ---------------------------------------- | ----------------------------- | ----------------- | --------- | ---------------------------------------------------- |
| Les données manquantes sont à compléter. |                               |                   |           |                                                      |
|                                          | 1982                          | Georges Lefebvre  |           | Décédé en fonction                                   |
| mars 1982                                | janvier 2018                  | Gérard Pouillaude | UMP       | Démissionnaire                                       |
| janvier 2018                             | En cours (au 31 janvier 2022) | Bernard Rouseré   |           | Agriculteur retraité Réélu pour le mandat 2020-2026, |

## Équipements et services publics

### Justice, sécurité, secours et défense
La commune dépend du tribunal judiciaire d'Arras, du conseil de prud'hommes d'Arras, de la cour d'appel de Douai, du tribunal de commerce d'Arras, du tribunal administratif de Lille, de la cour administrative d'appel de Douai et du tribunal pour enfants d'Arras.

## Population et société

### Démographie
Les habitants de la commune sont appelés les Bancourtois.

#### Évolution démographique
L'évolution du nombre d'habitants est connue à travers les recensements de la population effectués dans la commune depuis 1793. Pour les communes de moins de 10 000 habitants, une enquête de recensement portant sur toute la population est réalisée tous les cinq ans, les populations de référence des années intermédiaires étant quant à elles estimées par interpolation ou extrapolation. Pour la commune, le premier recensement exhaustif entrant dans le cadre du nouveau dispositif a été réalisé en 2006.

En 2022, la commune comptait 84 habitants, en évolution de −2,33 % par rapport à 2016 (Pas-de-Calais : −0,72 %, France hors Mayotte : +2,11 %).
| 1793 | 1800 | 1806 | 1821 | 1831 | 1836 | 1841 | 1846 | 1851 |
| ---- | ---- | ---- | ---- | ---- | ---- | ---- | ---- | ---- |
| 306  | 226  | 289  | 313  | 358  | 335  | 345  | 342  | 342  |

| 1856 | 1861 | 1866 | 1872 | 1876 | 1881 | 1886 | 1891 | 1896 |
| ---- | ---- | ---- | ---- | ---- | ---- | ---- | ---- | ---- |
| 326  | 327  | 341  | 332  | 315  | 262  | 278  | 263  | 235  |

| 1901 | 1906 | 1911 | 1921 | 1926 | 1931 | 1936 | 1946 | 1954 |
| ---- | ---- | ---- | ---- | ---- | ---- | ---- | ---- | ---- |
| 228  | 201  | 193  | 121  | 138  | 111  | 131  | 125  | 141  |

| 1962 | 1968 | 1975 | 1982 | 1990 | 1999 | 2006 | 2011 | 2016 |
| ---- | ---- | ---- | ---- | ---- | ---- | ---- | ---- | ---- |
| 130  | 123  | 114  | 112  | 101  | 95   | 81   | 81   | 86   |

| 2021 | 2022 | - | - | - | - | - | - | - |
| ---- | ---- | - | - | - | - | - | - | - |
| 85   | 84   | - | - | - | - | - | - | - |

#### Pyramide des âges
En 2018, le taux de personnes d'un âge inférieur à 30 ans s'élève à 27,9 %, soit en dessous de la moyenne départementale (36,7 %). À l'inverse, le taux de personnes d'âge supérieur à 60 ans est de 30,2 % la même année, alors qu'il est de 24,9 % au niveau départemental.
En 2018, la commune comptait 44 hommes pour 44 femmes, soit un taux de 50 % de femmes, légèrement inférieur au taux départemental (51,5 %).
Les pyramides des âges de la commune et du département s'établissent comme suit.
| Hommes | Classe d’âge | Femmes |
| ------ | ------------ | ------ |
| 0,0    | 90 ou +      | 0,0    |
| 14,0   | 75-89 ans    | 9,3    |
| 11,6   | 60-74 ans    | 25,6   |
| 18,6   | 45-59 ans    | 14,0   |
| 25,6   | 30-44 ans    | 25,6   |
| 9,3    | 15-29 ans    | 7,0    |
| 20,9   | 0-14 ans     | 18,6   |

| Hommes | Classe d’âge | Femmes |
| ------ | ------------ | ------ |
| 0,5    | 90 ou +      | 1,6    |
| 5,6    | 75-89 ans    | 8,9    |
| 16,7   | 60-74 ans    | 18,1   |
| 20,2   | 45-59 ans    | 19,2   |
| 18,9   | 30-44 ans    | 18,1   |
| 18,2   | 15-29 ans    | 16,2   |
| 19,9   | 0-14 ans     | 17,9   |

## Culture locale et patrimoine

### Lieux et monuments
- L'église Saint-Rémi.
- Le monument aux morts[39], surmonté de la statue Armistice, réalisée par Jules Déchin.
- Bancourt British Cemetery (2 436 corps de la guerre corps de la guerre de 14-18), au lieu-dit le Grand Droit.
- Le cimetière militaire britannique dans lequel sont inhumés 2 482 soldats du Commonwealth.

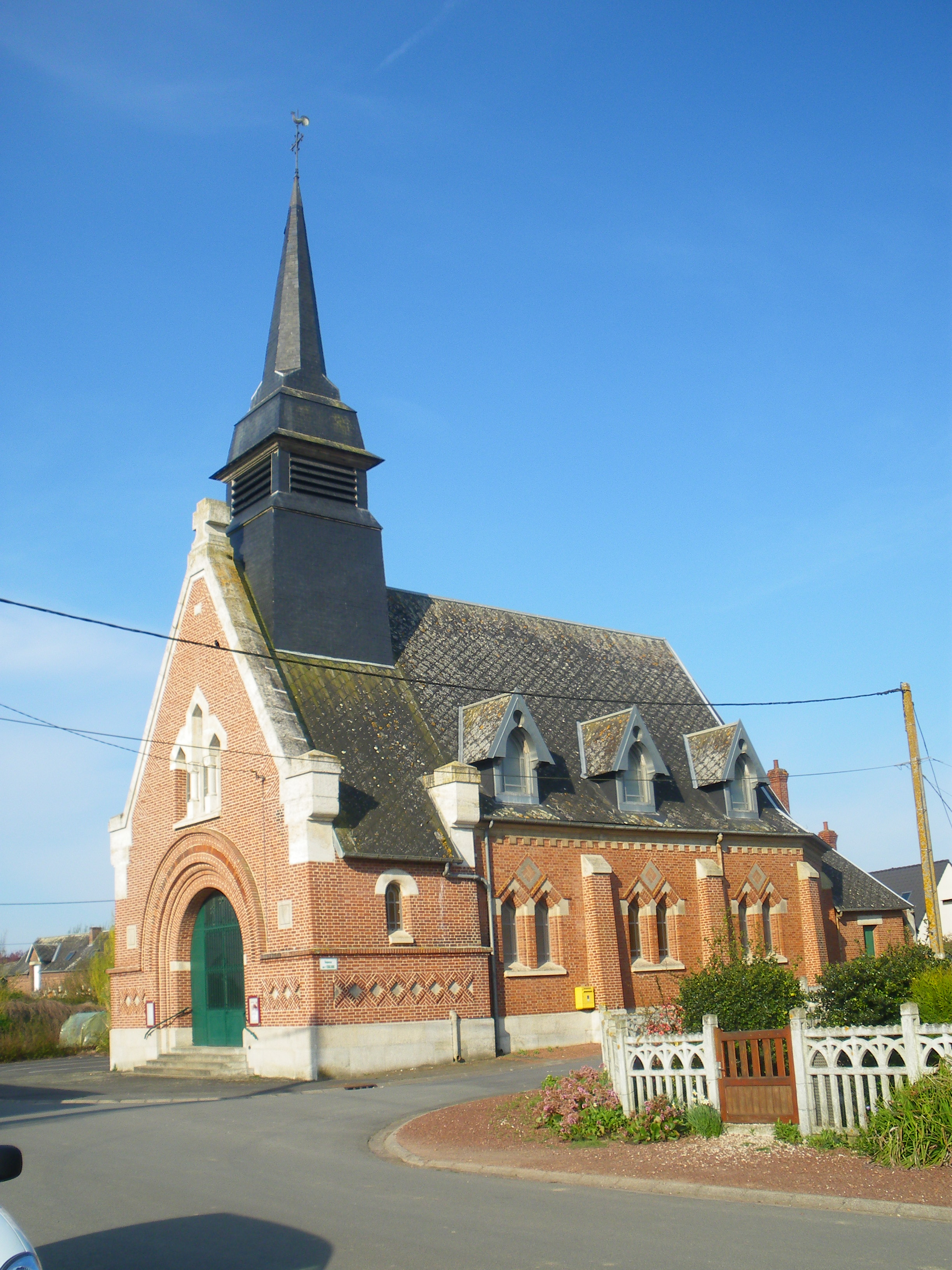
L'église.
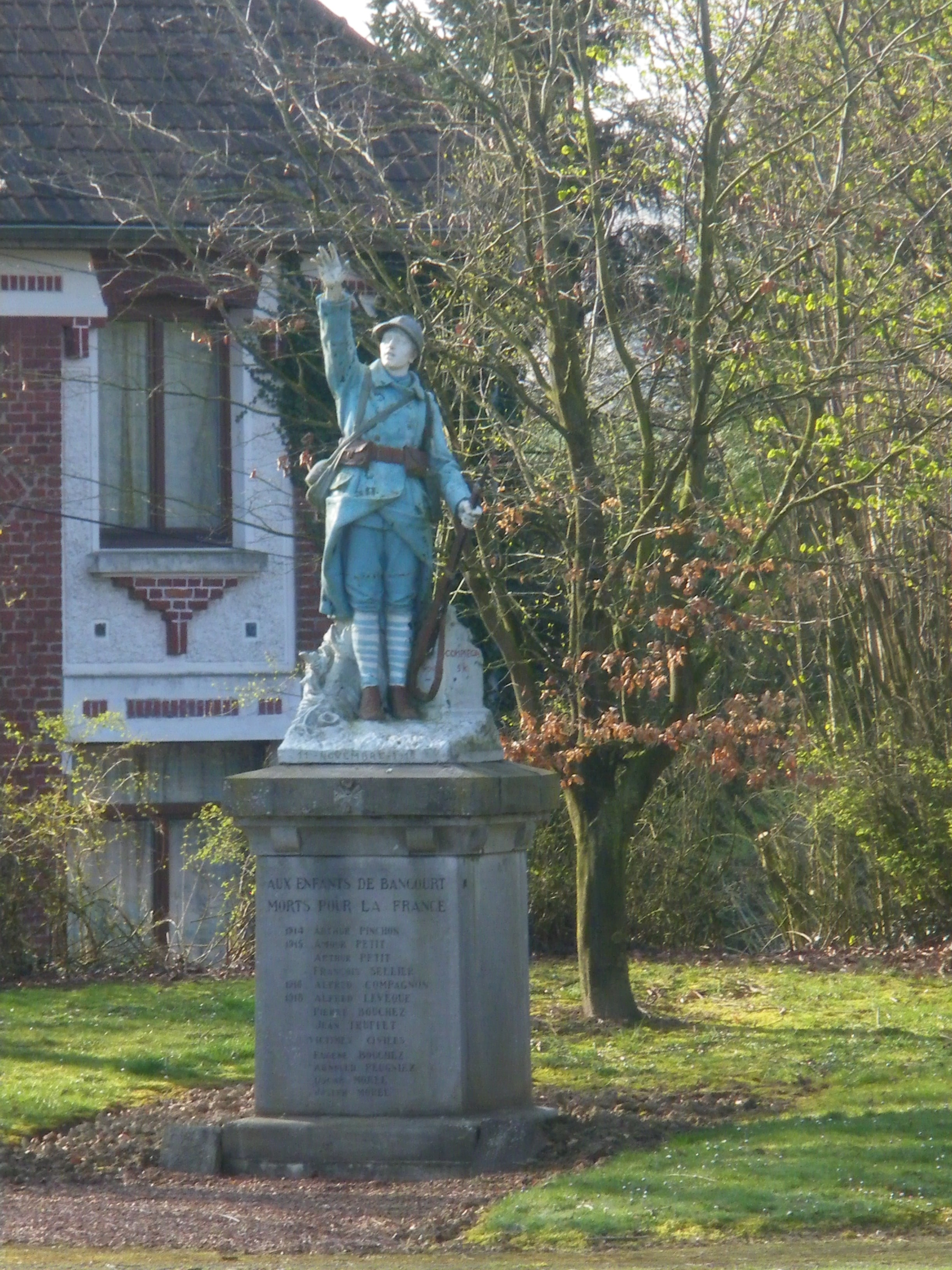
Le monument aux morts.
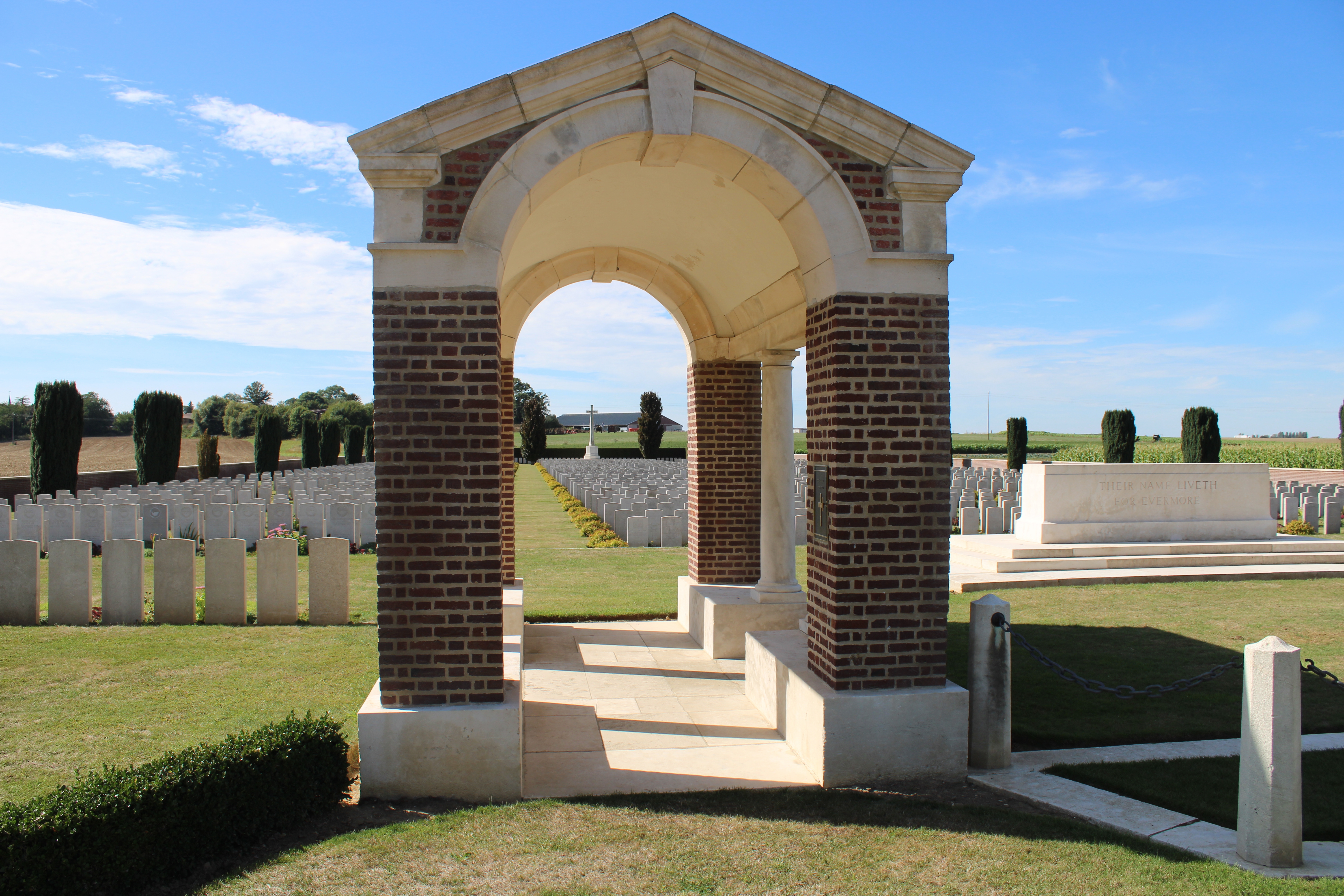
Le cimetière militaire britannique.

### Héraldique
| Armes de Bancourt | Les armes de Bancourt se blasonnent ainsi : d'or à la divise de gueules accompagnée de trois lions naissants du même, armés et couronnés d'azur. |

Il s'agit des armes de la famille de Tournay d'Oisy, relevées par la commune vers 1995, ajoutant une divise de gueules, modifiant la couleur des griffes et des langues, et ajoutant à chacun des lions une couronne d'azur.

## Pour approfondir